# Gaussia princeps
Gaussia princeps (palma de sierra) de la familia Arecaceae es endémica de Cuba.

## Distribución
Esta especie es exclusiva de los mogotes calizos de la provincia de Pinar del Río, en la Sierra de los Órganos en el oeste de Cuba.

## Descripción
La palma de sierra (Gaussia princeps) alcanza 8 metros de altura o más, su tronco es recto, elegante, poco anillado, dilatado en la base y se adelgaza hacia arriba. Tiene 30 cm de diámetro en la parte ancha. Las hojas son poco numerosas (3-6), pinnadas con folíolos puntiagudos de color verde claro. Inflorescencia muy ramificada, erecta, por encima de las hojas.  Frutos anaranjado-rojizos, 1 cm de largo y  7 mm de diámetro, con una a tres semillas.
Una especie del mismo género, Gaussia spirituana, se encuentra también en formaciones calizas similares, al norte de la  provincia de Sancti Spíritus y de Ciego de Ávila

## Taxonomía
Gaussia princeps fue descrito por Hermann Wendland y publicado en  Nachrichten von der Königlichen Gesellschaft der Wissenschaften und von der Georg-Augusts-Universität 1865(14): 328–329. 1865.
Etimología
Gaussia: nombre genérico otorgado en honor del matemático alemán Karl Friedrich Gauss (1777–1855).
princeps: epíteto del latín que significa "distinguido".
Sinónimos
- Chamaedorea ventricosa Hook.f. (1884).[7]